# Kościół Łódź Chrystusowa w Głogowie
Łódź Chrystusowa – klasycystyczny ewangelicki kościół, który znajdował się w Głogowie. Zniszczony podczas II wojny światowej, rozebrany w 1962, a w jego miejscu utworzono lapidarium.

## Historia
W wielkim pożarze miasta w 1758 roku spłonął znajdujący się poza murami miejskimi ewangelicki Kościół Pokoju. Kilka lat po pożarze, 29 sierpnia 1764 położono kamień węgielny pod budowę nowej świątyni, której projektantem był Carl Gotthard Langhans (1732–1808).
Budowa prowadzona była przy znacznej pomocy finansowej króla Fryderyka II. Kościół poświęcono i oddano do użytku 14 lutego 1773 r. Nadano mu nazwę „Schifflein Christi” (pol. „Łódź Chrystusowa”).
W czasie oblężenia miasta w 1945 r. kościół został zniszczony. Pozostałe ruiny wysadzono w powietrze i rozebrano w 1962 r.

### Lapidarium
W 2003 roku teren, na którym dawniej stała świątynia, przekształcono w lapidarium upamiętniające istnienie kościoła. Projekt lapidarium wykonał architekt Dariusz Wojtowicz.
Zagospodarowany teren spełnia funkcje rekreacyjne. Jest to miejsce publiczne z elementami małej architektury (elementy przestrzenne, np. rzeźby, zieleń). Obszar lapidarium ze względu na ukształtowanie terenu, położony jest poniżej poziomu chodnika (o ok. 84 cm). Lapidarium zbudowano z cegły klinkierowej, tworząc zarys dawnego kościoła. W ten sposób zagospodarowano relikty ścian i filarów fundamentowych. Z powodu przepisów dotyczących szerokości ulicy, lapidarium nie ma właściwych rozmiarów dawnego kościoła. Zostało ono okrojone od strony południa o około jednego metra. Po tej stronie brakuje więc murka będącego zarysem dawnej ściany. Podłoże wewnątrz obiektu wyłożono kostką brukową oraz kamieniami.
W lipcu 2006 roku, wewnątrz lapidarium umieszczono kompozycję przestrzenną pt. „Kondycja Ludzka”, składającą się z trzech rzeźb autorstwa Renaty Banaś. Kompozycja jest repliką pracy dyplomowej artystki.

## Architektura
Był to kościół trójnawowy o wymiarach 25 × 50 m, z emporami w nawach bocznych, kryty czterospadowym dachem z ceramicznej dachówki, był budynkiem murowanym i otynkowanym. Był budowlą orientowaną. Od strony zachodniej do bryły przylegały dwie dwukondygnacyjne wieże, dobudowane w późniejszych latach, pierwotnie zakończone potężnymi kopułami. W latach 1796–1797 zmieniono ich kształt. Nowe hełmy w kształcie obelisków zaprojektowano na wzór wież katedry poznańskiej. Wnętrze kościoła, utrzymane w stylu barokowym, wyposażone było w barokowy ołtarz oraz barokowy prospekt organowy i chór. Elewacja, również barokowa (udekorowana boniowaniem, sztukaterią, pilastrami oraz innymi charakterystycznymi dla tego stylu elementami), mimo ozdób była skromna, pozbawiona przepychu i nie wyróżniała się swą formą architektoniczną.

## Galeria

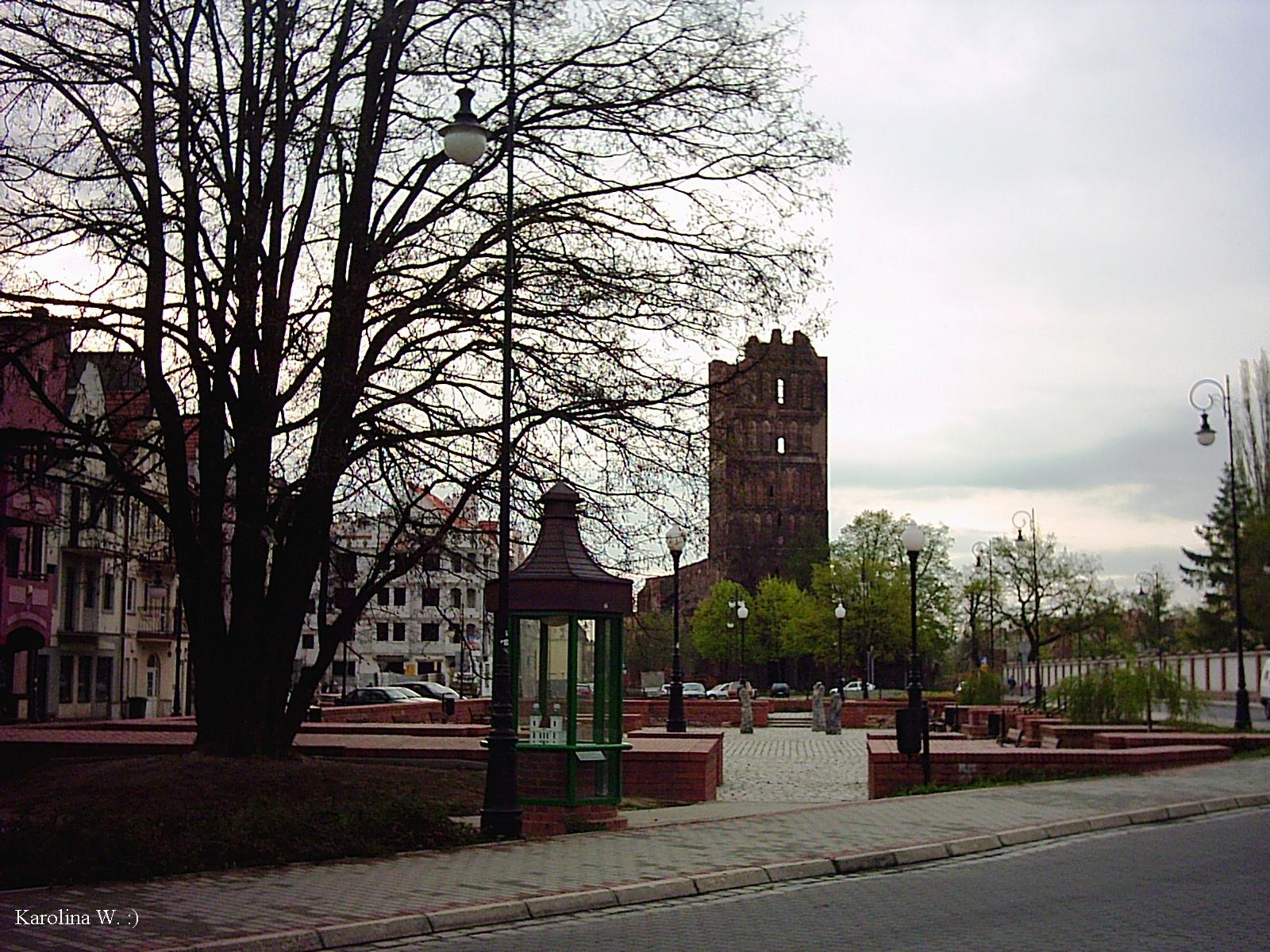
Lapidarium kościoła Łodzi Chrystusowej
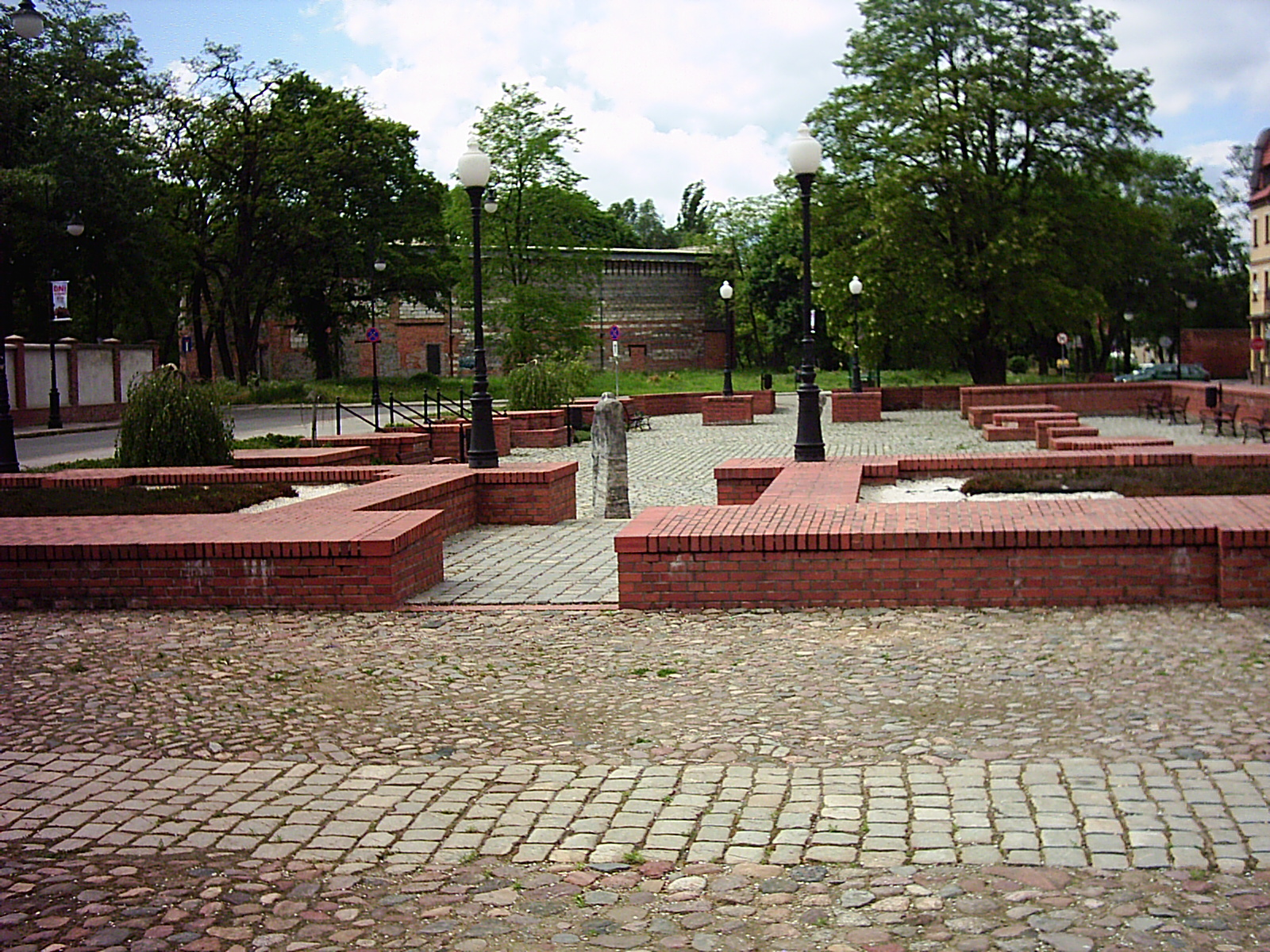
Lapidarium
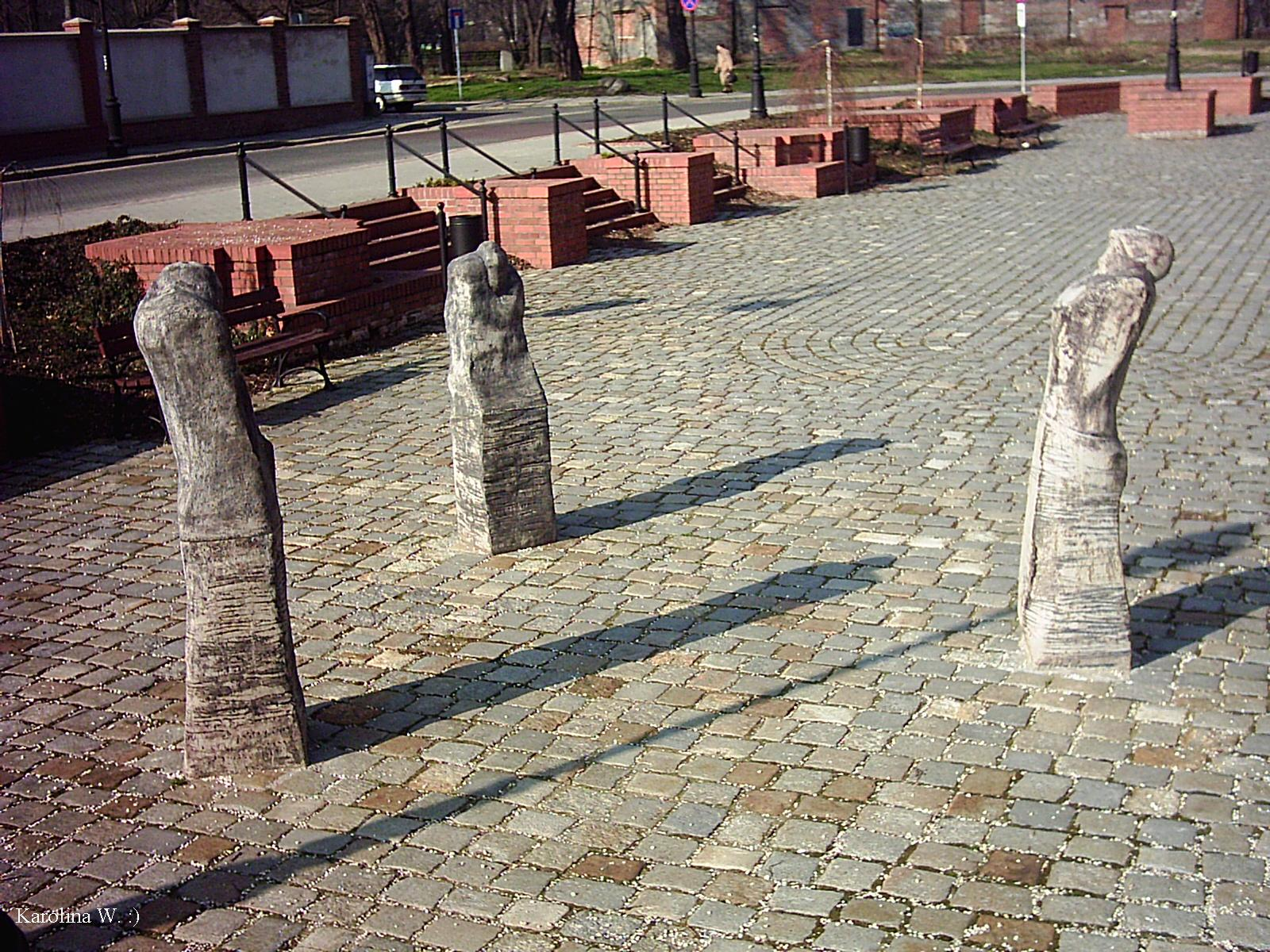
Kompozycja rzeźbiarska „Kondycja Ludzka”